# クローン (映画)
『クローン』（原題：Impostor）は、2001年制作のアメリカ合衆国のSFアクション映画。
SF作家フィリップ・K・ディックの原作による、クローンを題材とした短編小説「にせもの」（ハヤカワ文庫『ディック傑作集』に収録）を映画化した作品である。

## あらすじ
西暦2079年。地球は異星人ケンタウロスとの戦争で青い空と豊かな大地の大半を失い、人類はドーム都市での生活を余儀なくされていた。
軍の兵器開発局に所属する科学者スペンサーはある日、軍の極秘プロジェクトのため議長との会談場所に向かっていた。するとその途中、ハサウェイ少佐率いるESA（地球保安局）の特殊部隊が現れる。そしてスペンサーは突然麻酔を打たれてしまう。
スペンサーが目覚めると、ハサウェイから自分がESAに逮捕されていることを知らされる。しかもその理由について、ハサウェイは衝撃的なことを告げる。何と、スペンサーという“人間”はすでに殺されており、現在のスペンサーはケンタウロスが作った「精巧なレプリカント」であり、しかもその体内には爆弾が隠されており、政府要人を暗殺しようとしているというのだ。
スペンサーは隙を突いて逃亡、自分が本物のスペンサーであることを証明するため、妻のマヤが勤務する病院に行くことを思いつく。そこには全身スキャンした自分のDNAデータがあり、それで無実を証明できるからだ。スペンサーはハサウェイの執拗な追跡をかいくぐりながら、一路病院を目指す。

## キャスト
- スペンサー・オーラム：ゲイリー・シニーズ（吹替：山路和弘）
- マヤ・オーラム：マデリーン・ストウ（吹替：高島雅羅）
- ハサウェイ少佐：ヴィンセント・ドノフリオ（吹替：中村秀利）
- ケール：メキ・ファイファー（吹替：大黒和広）
- ネルソン：トニー・シャルーブ（吹替：沢木郁也）
- キャロン：ティム・ギニー
- 総長：リンゼイ・クローズ
- バーク：ゲイリー・ドゥーダン
- エリザベス・ペーニャ
- 国防長官：クラレンス・ウィリアムズ3世（クレジットなし）